# Lightning Strikes
 (février 2020).
Pour les articles homonymes, voir Lightning.
Pour les articles homonymes, voir Shadows of War pour l'album de Loudness.
Lightning Strikes est un single d'Ozzy Osbourne sorti en 1987, à la suite de la sortie de The Ultimate Sin.

## Titres
1. Lightning Strikes
2. Lightning Strikes